# Placówka Straży Celnej „Kamionka”

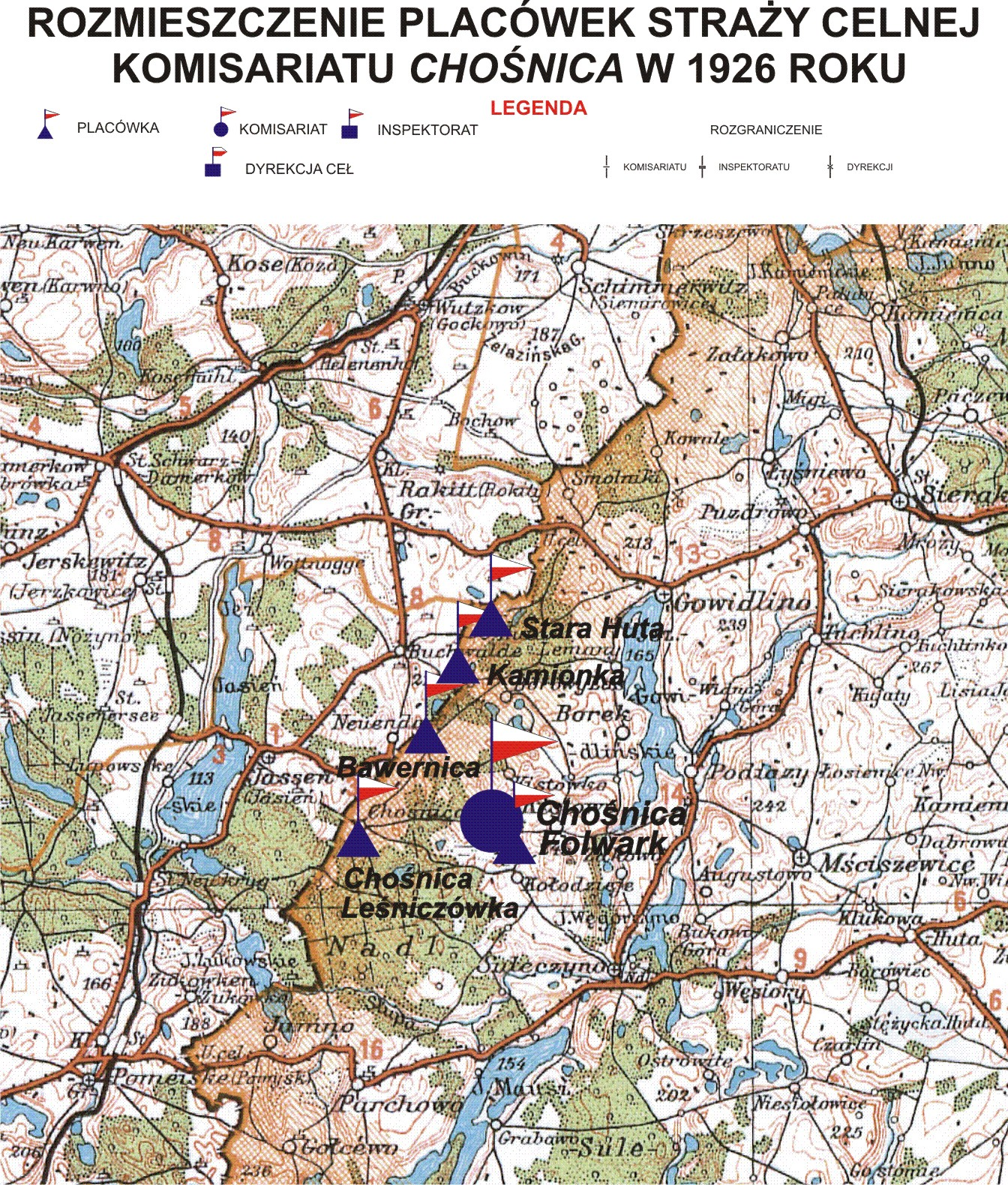
Rozmieszczenie placówek Straży Celnej Komisariatu Chośnica

Placówka Straży Celnej „Kamionka” – jednostka organizacyjna Straży Celnej pełniąca w okresie międzywojennym służbę ochronną na granicy polsko-niemieckiej.

## Formowanie i zmiany organizacyjne
Na wniosek Ministerstwa Skarbu, uchwałą z 10 marca 1920 roku, powołano do życia Straż Celną. Jednostki Straży Celnej rozpoczęły przejmowanie odcinków granicy od pododdziałów Batalionów Celnych. W 1922 roku w Netrebie stacjonował sztab 4 kompanii 24 batalionu celnego. Kompania wystawiała między innymi placówkę w Kamionce. Proces tworzenia Straży Celnej trwał do końca 1922 roku. Placówka Straży Celnej „Kamionka” weszła w podporządkowanie komisariatu Straży Celnej „Chośnica” z Inspektoratu SC „Kościerzyna”.
W drugiej połowie 1927 roku przystąpiono do gruntownej reorganizacji Straży Celnej. W praktyce skutkowało to rozwiązaniem tej formacji granicznej. Ochronę północnej, zachodniej i południowej granicy państwa przejęła powołana z dniem 2 kwietnia 1928 roku Straż Graniczna.
Rozkazem nr 2 z 19 kwietnia 1928 roku w sprawie organizacji Pomorskiego Inspektoratu Okręgowego dowódca Straży Granicznej gen. bryg. Stefan Pasławski określił strukturę organizacyjną komisariatu SG „Kamień Pomorski”. Placówka Straży Granicznej I linii „Kamionka” znalazła się w jego strukturze.

## Służba graniczna
Sąsiednie placówki
- placówka Straży Celnej „Stara Huta” ⇔ placówka Straży Celnej „Bawernica” – 1926[9]

## Funkcjonariusze placówki
Kierownicy placówki
| stopień          | imię i nazwisko, numer       | okres pełnienia służby | kolejne stanowisko |
| ---------------- | ---------------------------- | ---------------------- | ------------------ |
| starszy strażnik | Franciszek Rychłowski (1990) | był w 1926             |                    |

Obsada personalna placówki w 1926:
- starszy strażnik Franciszek Rychłowski (1990)
- starszy strażnik Marcin Kwaśny (1797)
- strażnik Władysław Lewandowski (1995)
- strażnik Jan Kukliński (1881)
- strażnik Ignacy Sobiech (3073)
- strażnik Kazimierz Taszyca (2279)